# Умм-эль-Манаби
Умм-эль-Манаби (араб. أم الينابيع‎) — деревня на северо-западе Иордании, расположенная на территории мухафазы Аджлун. Входит в состав района Аджлун.

## Географическое положение
Деревня находится в северной части мухафазы, в гористой местности, к востоку от реки Иордан, на расстоянии приблизительно 35 километров (по прямой) к северо-западу от столицы страны Аммана. Абсолютная высота — 1053 метра над уровнем моря.

## Население
По данным официальной переписи 2015 года численность население составляла 326 человек (168 мужчин и 158 женщин). В деревне насчитывалось 67 домохозяйств.
Динамика численности населения Умм-эль-Манаби по годам:
| 1994 | 2015 |
| ---- | ---- |
| 198  | 326  |

## Транспорт
Ближайший аэропорт расположен в городе Амман.